# Hendrik Witbooi
Hendrik Witbooi (nombre tradicional Nanseb/Gabemab, 1825-1905) es una figura clave en la historia de Namibia. 
Nació en una tradicional posición de liderazgo entre los khowesin, una comunidad khoikhoi de Namibia. Entre 1884 y 1894 resistió los avances alemanes para obtener el control colonial sobre Namibia intentando fraguar una unidad frente a la conclusión de “tratados de protección”, fue obligado a rendirse por el Ejército, se elevó contra el dominio alemán durante la guerra de resistencia anticolonial (1904-1908) y murió en combate en 1905.

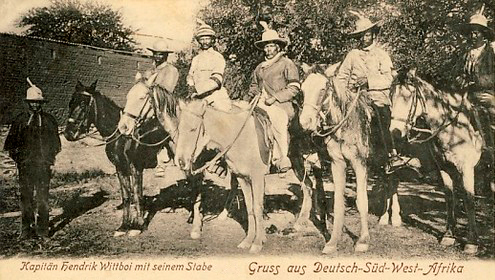
Nama - Jefe Hendrik Witbooi (centro) y sus compañeros

Pertenecía al clan Witbooi del pueblo Nama. Maestro convertido en soldado, era una persona cultivada que llevaba unos meticulosos diarios y que mantuvo una importante correspondencia con otros líderes africanos y con las autoridades británicas, e incluso con sus enemigos alemanes. Fue un brillante líder militar que recurrió al armamento moderno y a las nuevas tácticas desarrolladas en la guerra anglo-bóer. Un general alemán escribió que habría sido «un inmortal en la historia mundial» si no hubiera «nacido para un insignificante trono africano».
Era un devoto cristiano que creía que su deber religioso era liberar a su pueblo del yugo alemán. En 1904 tuvo conocimiento directo del genocidio de los Herero por lo que se propuso evitar que su pueblo, los Nama, fueran las víctimas siguientes. Sin embargo, no recurrió a los atroces métodos utilizados por los alemanes, sino que se comprometió a luchar según las tradiciones y leyes ancestrales de los Nama. Por eso, en los combates daba tiempo a las mujeres y a los niños alemanes para que evacuaran.
La guerra continuó hasta 1908, tres años después de su muerte, y al final de la misma alrededor de la mitad de los Nama habían muerto en los enfrentamientos armados, en los campos de concentración o por hambre. El porcentaje de los Herero muertos por los mismos motivos superaba el 80%.